# XtraMediaServices
XtraMediaServices (XMS) is een internetserviceprovider in Nederland. Het biedt Triple play, InterNLnet voor internet, in samenwerking met het Noorse Telio de telefoniedienst en samen met Glashart Media de radio en televisie diensten.

## Geschiedenis
Een aantal jaren geleden is de woningstichting Portaal begonnen met plannen voor het aansluiten van al haar huurwoningen op een glasvezelnetwerk. Uiteindelijk is de investeringsmaatschappij GNEM hierbij betrokken geraakt. De structuur van het netwerk is open dus elke partij kan diensten gaan leveren op het glasvezelnetwerk.
Er was echter bij de start van het project wel een partij nodig die de eerste nieuwe diensten zou gaan leveren en hiervoor is uiteindelijk het bedrijf XMS opgericht. Eerst was XMS een samenwerking tussen Reggefiber (51%) en BBned-dochter InterNLnet (49%), maar sinds april 2010 zijn alle aandelen in handen van Reggefiber Holding. XMS biedt momenteel over het glasvezelnetwerk diensten als internet, analoge televisie, digitale televisie en voip-telefonie.
Ook is het druk bezig met de ontwikkeling van nieuwe diensten zoals netschijf en uitbreiding van Digitale televisie.

## Positie
De diensten worden uitgevoerd op een net, in dit geval glasvezel, door een operator (de actieve laag) waarop de dienstenlaag is aangesloten in dit geval XMS.
| Passieve laag | Actieve laag | Dienstenlaag |
| ------------- | ------------ | ------------ |
| Eigenaar net  | BBned        | XMS          |